# Christina Maria Smoorenburg
Christina Maria Smoorenburg (Amsterdam, 24 december 1910 – Ravensbrück, 8 december 1944), was een Nederlands verzetsstrijdster tijdens de Tweede Wereldoorlog.

## Biografie
Zij was de dochter van Gerardus Henricus Antonius Smoorenburg en Anna Jacoba Zijbrands. Op 5 december 1935 te Amsterdam trad zij in het huwelijk met Frans A. Bierenbroodspot. Ze was procuratiehoudster van beroep. 

### Tweede Wereldoorlog
Op 11 augustus 1941 kreeg zij haar persoonsbewijsnr. 401221. Zij nam deel aan het verzet, zo blijkt uit de administratie die tijdens de oorlog werd vastgelegd, ook al is het vooralsnog niet duidelijk in welke vorm zij dat deed. In de Collectie Arbeidsinzet van het Nederlandse Rode Kruis komt ze voor onder de naam Christiaan Maria. Zij werd op 28 januari 1944 gevangengezet in concentratiekamp Vught en vandaar op transport gezet naar Ravenbrück, alwaar ze op 9 september 1944 aankwam.
Op 8 december 1944 is Smoorenburg op 33-jarige leeftijd door ziekte en uitputting omgekomen in Ravensbrück.

## Eerbetoon
Haar naam staat vermeld op de Erelijst van Gevallenen 1940-1945.
Smoorenburg kreeg verder een blijvende herinnering met andere vrouwen uit het verzet in de vorm van een standbeeld in Heerhugowaard, waar ook een straat naar haar vernoemd is.